# Philadelphia Eagles 2010
La stagione sportiva 2010 dei Philadelphia Eagles è stata la 78ª della squadra disputata nella National Football League. Gli Eagles hanno giocato le partite in casa al Lincoln Financial Field di Filadelfia. Per la 12ª stagione consecutiva la squadra è stata guidata dall'allenatore capo Andy Reid.
La squadra ha terminato la stagione regolare con un risultato di 10 vittorie e 6 sconfitte classificandosi al primo posto della NFC East e perdendo nei play-off il Wild Card Game contro i Green Bay Packers.

## Roster

### Free agent
I seguenti giocatori risultavano free agent al termine della stagione 2009.
| Ruolo | Giocatore        | Squadra del 2010     | Data del contratto |
| ----- | ---------------- | -------------------- | ------------------ |
| WR    | Jason Avant      | Philadelphia Eagles  | 8 marzo            |
| DE    | Jason Babin      | Tennessee Titans     | 19 marzo           |
| OL    | Nick Cole        | Philadelphia Eagles  | 7 aprile           |
| LB    | Omar Gaither     | Philadelphia Eagles  | 31 marzo           |
| LB    | Chris Gocong     | Cleveland Browns     | 30 marzo           |
| CB    | Ellis Hobbs      | Philadelphia Eagles  | 30 marzo           |
| OL    | Max Jean-Gilles  | Philadelphia Eagles  | 15 aprile          |
| FS    | Sean Jones       | Tampa Bay Buccaneers | 16 marzo           |
| LB    | Akeem Jordan     | Philadelphia Eagles  | 22 marzo           |
| P     | Sav Rocca        | Philadelphia Eagles  | 22 aprile          |
| TE    | Alex Smith       | Cleveland Browns     | 3 maggio           |
| LB    | Jeremiah Trotter |                      |                    |
| FB    | Leonard Weaver   | Philadelphia Eagles  | 5 marzo            |
| LB    | Tracy White      | Philadelphia Eagles  | 31 luglio          |

legenda
     Unrestricted Free Agent
     Restricted Free Agent.

### Contratti scaduti
Ai seguenti giocatori non è stato rinnovato il contratto nella stagione 2010.
| Ruolo | Giocatore        | Scadenza | Nuova squadra       | Acquisito il |
| ----- | ---------------- | -------- | ------------------- | ------------ |
| OL    | Shawn Andrews    | 17 marzo | New York Giants     | 20 agosto    |
| WR    | Kevin Curtis     | 18 marzo |                     |              |
| DE    | Darren Howard    | 18 marzo |                     |              |
| TE    | Martin Rucker    | 9 agosto |                     |              |
| RB    | Brian Westbrook  | 5 marzo  | San Francisco 49ers | 16 agosto    |
| LB    | Will Witherspoon | 5 marzo  | Tennessee Titans    | 9 marzo      |

### Acquisizioni
I seguenti giocatori sono stati acquisiti nella stagione 2010.
| Ruolo | Giocatore         | Squadra precedente     | Data del contratto | Tagliato il                                                    |
| ----- | ----------------- | ---------------------- | ------------------ | -------------------------------------------------------------- |
| WR    | Hank Baskett      | Indianapolis Colts     | 12 marzo           | 21 settembre                                                   |
| RB    | Mike Bell         | New Orleans Saints     | 23 marzo           | scambiato                                                      |
| P     | Durant Brooks     | Green Bay Packers      | 2 febbraio         | 25 maggio                                                      |
| DE    | Pannel Egboh      | Houston Texans         | 31 agosto          | 3 settembre                                                    |
| WR    | Chad Hall         | –                      | 11 marzo           | 4 settembre                                                    |
| S     | Antoine Harris    | Atlanta Falcons        | 29 luglio          | –                                                              |
| OG    | Greg Isdaner      | Philadelphia Eagles    | 4 maggio           | 28 agosto                                                      |
| FS    | Marlin Jackson    | Indianapolis Colts     | 10 marzo           | –                                                              |
| TE    | Nate Lawrie       | California Redwoods    | 9 agosto           | 3 settembre                                                    |
| RB    | Martell Mallett   | British Columbia Lions | 19 gennaio         | 31 luglio (nuovo contratto il 1º agosto Waived il 3 settembre) |
| P     | Ken Parrish       | New York Jets          | 28 aprile          | 15 agosto                                                      |
| S     | Anthony Scirrotto | New York Giants        | 16 agosto          | 3 settembre                                                    |
| C     | A. Q. Shipley     | Pittsburgh Steelers    | 11 gennaio         | 4 settembre                                                    |
| WR    | Kelley Washington | Baltimore Ravens       | 31 luglio          | 4 settembre                                                    |
| FB    | Dwayne Wright     | New York Giants        | 29 gennaio         | 1º agosto                                                      |

legenda
     Unrestricted Free Agent
     Restricted Free Agent
     Waivers.

### Scambi
L'8 marzo, il wide receiver Reggie Brown venne ceduto ai Tampa Bay Buccaneers in cambio della scelta al sesto giro del Draft NFL 2011.
Il 16 marzo, il defensive end Darryl Tapp dei Seattle Seahawks venne acquisito in cambio dell'altro defensive end Chris Clemons e di una scelta nel 4 giro del Draft NFL 2010.
Il 2 aprile, il cornerback Sheldon Brown ed il linebacker Chris Gocong vennero ceduti ai Cleveland Browns in cambio delle scelte al quarto ed al quinto giro del draft 2010 e del linebacker Alex Hall. In seguito, il 28 luglio, Hall venne messo in waived.
Il 4 aprile, il quarterback Donovan McNabb venne ceduto ai Washington Redskins per una scelta al secondo giro ed una condizionale del terzo del draft 2010.
Il 19 aprile, gli Eagles parteciparono ad uno scambio a tre con i Denver Broncos ed i Detroit Lions: i Lions cedettero il linebacker Ernie Sims agli Eagles, gli Eagles cedettero una scelta del settimo turno del draft 2010 ai Broncos e questi ultimi cedettero il tight end Tony Scheffler ed una scelta al settimo giro del 2010 ai Lions.
Il 30 luglio il linebacker Joe Mays venne ceduto ai Broncos in cambio del running back J. J. Arrington.
Il 30 agosto, la scelta del sesto turno del draft, il fullback Charles Scott venne ceduto agli Arizona Cardinals in cambio della scelta dello stesso turno, il cornerback Jorrick Calvin.
Il 4 settembre il linebacker Tracy White fu ceduto ai New England Patriots per una scelta
condizionata del 2012, mentre l'offensive lineman Stacy Andrews venne ceduto ai Seattle Seahawks per una scelta al settimo giro del 2011.
Il 13 ottobre, il running back Mike Bell venne ceduto ai Cleveland Browns in cambio dell'altro running back Jerome Harrison.
Il 23 novembre il cornerback Brandon Hughes venne acquisito dai New York Giants

### Il draft 2010
I seguenti giocatori sono stati acquisiti dalle università nel Draft NFL 2010.
| Scelta | Scelta   | Giocatore           | Ruolo | Università        | Contratto | Tagliato    | Scambiato |
| Turno  | Assoluta | Giocatore           | Ruolo | Università        | Contratto | Tagliato    | Scambiato |
| ------ | -------- | ------------------- | ----- | ----------------- | --------- | ----------- | --------- |
| 1      | 13       | Brandon Graham      | DE    | Michigan          | 29 luglio | –           | –         |
| 2      | 37       | Nate Allen          | S     | South Florida     | 27 luglio | –           | –         |
| 3      | 86       | Daniel Te'o-Nesheim | DE    | Washington        | 16 giugno | –           | –         |
| 4      | 105      | Trevard Lindley     | CB    | Kentucky          | 4 giugno  | –           | –         |
| 4      | 121      | Keenan Clayton      | OLB   | Oklahoma          | 10 giugno | –           | –         |
| 4      | 122      | Mike Kafka          | QB    | Northwestern      | 15 giugno | –           | –         |
| 4      | 125      | Clay Harbor         | TE    | Missouri State    | 15 giugno | –           | –         |
| 5      | 134      | Ricky Sapp          | DE    | Clemson           | 8 giugno  | –           | –         |
| 5      | 159      | Riley Cooper        | WR    | Florida           | 13 luglio | –           | –         |
| 6      | 200      | Charles Scott       | RB    | LSU               | 2 giugno  | –           | 30 agosto |
| 7      | 220      | Jamar Chaney        | LB    | Mississippi State | 4 giugno  | –           | –         |
| 7      | 243      | Jeff Owens          | DT    | Georgia           | 4 giugno  | 4 settembre | –         |
| 7      | 244      | Kurt Coleman        | S     | Ohio State        | 3 giugno  | –           | –         |

### Undrafted free agent
I seguenti giocatori sono stati acquisiti dalle università al di fuori del Draft NFL 2010.
| Ruolo | Giocatore        | Università           | Contratto | Tagliato                                                                   |
| ----- | ---------------- | -------------------- | --------- | -------------------------------------------------------------------------- |
| WR    | Blue Cooper      | Chattanooga          | 26 aprile | 29 luglio                                                                  |
| OG    | Zipp Duncan      | Kentucky             | 26 aprile | 28 agosto                                                                  |
| QB    | Joey Elliott     | Purdue               | 26 aprile | 10 giugno                                                                  |
| RB    | Keithon Flemming | West Texas A&M       | 27 aprile | 10 giugno                                                                  |
| S     | Ryan Hamilton    | Vanderbilt           | 27 maggio | 28 agosto                                                                  |
| OT    | Austin Howard    | Northern Iowa        | 26 aprile | –                                                                          |
| S     | Brett Johnson    | California           | 28 giugno | 29 luglio                                                                  |
| WR    | Kevin Jurovich   | San Jose State       | 26 aprile | 29 luglio                                                                  |
| LB    | Simoni Lawrence  | Minnesota            | 8 giugno  | 28 agosto                                                                  |
| OT    | Jeraill McCuller | North Carolina State | 26 aprile | 3 settembre                                                                |
| DE    | Eric Moncur      | Miami                | 27 aprile | 2 agosto (nuovo contratto il 16 agosto tagliato nuovamente il 4 settembre) |
| CB    | Josh Morris      | Weber State          | 26 aprile | 27 maggio                                                                  |
| CB    | David Pender     | Purdue               | 26 aprile | 3 settembre                                                                |
| WR    | Jared Perry      | Missouri             | 29 luglio | 31 luglio (nuovo contratto il 2 agosto waived il 28 agosto)                |
| DT    | Boo Robinson     | Wake Forest          | 18 maggio | 3 settembre                                                                |
| CB    | Devin Ross       | Arizona              | 27 aprile | 17 giugno                                                                  |
| WR    | Pat Simonds      | Colgate              | 26 aprile | 10 giugno                                                                  |
| FB    | Chris Zardas     | Massachusetts        | 26 aprile | 10 giugno                                                                  |

### Prolungamenti di contratto
Il 29 aprile il quarterback Kevin Kolb ha firmato un'estensione del contratto di un anno fino alla stagione 2011 per 12,25 milioni di dollari. Il 14 dicembre il defensive end Derrick Burgess ha prolungato il contratto per due anni.
| Roster dei Philadelphia Eagles al termine della stagione 2010 |
| --- |
| Quarterback - 3 Mike Kafka - 4 Kevin Kolb - 7 Michael Vick Running Back - 34 Eldra Buckley - 33 Jerome Harrison - 25 LeSean McCoy - 32 Owen Schmitt FB Wide Receiver - 81 Jason Avant - 14 Riley Cooper - 16 Chad Hall - 10 DeSean Jackson PR - 18 Jeremy Maclin Tight End - 87 Brent Celek - 82 Clay Harbor Offensive Linemen - 59 Nick Cole OL - 65 King Dunlap T - 79 Todd Herremans G/T - 68 Austin Howard T - 62 Max Jean-Gilles G - 74 Winston Justice T - 77 Mike McGlynn G - 71 Jason Peters T - 76 Reggie Wells G/T Defensive Linemen - 97 Brodrick Bunkley DT - 63 Jeremy Clark DT - 58 Trent Cole DE - 90 Antonio Dixon DT - 93 Trevor Laws DT - 73 Bobby McCray DE - 75 Juqua Parker DE - 98 Mike Patterson DT - 91 Darryl Tapp DE/DT - 52 Daniel Te'o-Nesheim DE/DT Linebacker - 55 Stewart Bradley ILB - 51 Jamar Chaney ILB - 57 Keenan Clayton OLB - 53 Moise Fokou OLB - 96 Omar Gaither ILB - 56 Akeem Jordan OLB - 50 Ernie Sims OLB Defensive Back - 45 Jamar Adams SS - 30 Colt Anderson SS - 42 Kurt Coleman SS - 21 Joselio Hanson CB - 24 Brandon Hughes CB - 35 Trevard Lindley CB - 47 Gerard Lawson CB/KR - 27 Quintin Mikell SS - 23 Dimitri Patterson CB - 22 Asante Samuel CB Special Team - 2 David Akers K - 46 Jon Dorenbos LS - 6 Sav Rocca P Lista delle riserve - 95 Victor Abiamiri DE - 29 Nate Allen FS - 38 Jorrick Calvin CB/KR - 54 Brandon Graham DE - 41 Antoine Harris S - 31 Ellis Hobbs CB - 67 Jamaal Jackson C - 28 Marlin Jackson FS - 64 Jeff Owens DT - 94 Ricky Sapp DE - 43 Leonard Weaver FB Squadra di allenamento - 26 Joique Bell RB - 82 Rod Harper WR - 88 Cornelius Ingram TE - 66 Dallas Reynolds G/C - 61 A.Q. Shipley C - 78 Fenuki Tupou G/T - 85 Jeremy Williams WR 53 attivi, 11 inattivi, 7 nella squadra di allenamento |
| Legenda - I rookie sono in corsivo. - Il primo ruolo è il principale mentre gli eventuali successivi indicano i ruoli secondari. - (IR) sta per Injured Reserve ed indica la lista ristretta per un solo giocatore infortunato che può tornare ad allenarsi dopo la settimana 6 e a rientrare in prima squadra dopo che questa ha giocato 8 partite. - (NF-Inj.) / (NF-Ill.) stanno rispettivamente per Non-Football Injured e Non-Football Illness ed indicano le liste dove viene inserito un giocatore che ha un infortunio o una malattia non dipendente dal football americano. - (PUP) sta per Physically Unable to Perform ed indica la lista dove viene inserito un giocatore mentre è in attesa di recuperare la condizione fisica. Nella stagione regolare dopo la sesta partita giocata dalla propria squadra, il giocatore ha tempo tre settimane per riprendere ad allenarsi, più tre settimane aggiuntive dal suo rientro agli allenamenti per rientrare in prima squadra. |

## Risultati

### Pre-campionato
| Filadelfia 13 agosto 2010, ore 19:30 UTC-4 | Jacksonville Jaguars | 27 – 28 (0-6 17-10 10-3 0-9) referto | Philadelphia Eagles | Lincoln Financial Field (69.144 spett.) |

| Cincinnati 20 agosto 2010, ore 20:00 UTC-4 | Philadelphia Eagles | 9 – 22 (0-0 6-7 3-0 0-15) referto | Cincinnati Bengals | Paul Brown Stadium (55.702 spett.) |

| Kansas City 27 agosto 2010, ore 20:00 UTC-4 | Philadelphia Eagles | 20 – 17 (10-0 0-7 0-7 10-3) referto | Kansas City Chiefs | Arrowhead Stadium (64.809 spett.) |

| Filadelfia 2 settembre 2010, ore 19:30 UTC-4 | New York Jets | 21 – 17 (0-10 7-7 7-0 7-0) referto | Philadelphia Eagles | Lincoln Financial Field (69.144 spett.) |

### Stagione regolare
1ª giornata
| Filadelfia 12 settembre 2010, ore 16:15 UTC-4 | Green Bay Packers | 27 – 20 (0-3 13-0 14-7 0-10) referto | Philadelphia Eagles | Lincoln Financial Field (69.144 spett.) |

2ª giornata
| Detroit 19 settembre 2010, ore 13:00 UTC-4 | Philadelphia Eagles | 35 – 32 (7-7 14-10 7-0 7-15) referto | Detroit Lions | Ford Field (56.688 spett.) |

3ª giornata
| Jacksonville 26 settembre 2010, ore 16:05 UTC-4 | Philadelphia Eagles | 28 – 3 (7-0 7-3 14-0 0-0) referto | Jacksonville Jaguars | EverBank Field (63.256 spett.) |

4ª giornata
| Filadelfia 3 ottobre 2010, ore 16:15 UTC-4 | Washington Redskins | 17 – 12 (14-0 3-6 0-0 0-6) referto | Philadelphia Eagles | Lincoln Financial Field (69.144 spett.) |

5ª giornata
| San Francisco 10 ottobre 2010, ore 20:30 UTC-4 | Philadelphia Eagles | 27 – 24 (7-7 10-3 0-0 10-14) referto | San Francisco 49ers | Candlestick Park (69.732 spett.) |

6ª giornata
| Filadelfia 17 ottobre 2010, ore 13:00 UTC-4 | Atlanta Falcons | 17 – 31 (0-14 7-7 3-7 7-3) referto | Philadelphia Eagles | Lincoln Financial Field (69.144 spett.) |

7ª giornata
| Nashville 24 ottobre 2010, ore 13:00 UTC-4 | Philadelphia Eagles | 19 – 37 (0-0 13-7 3-3 3-27) referto | Tennessee Titans | LP Field (69.143 spett.) |

8ª giornatariposo
9ª giornata
| Filadelfia 7 novembre 2010, ore 16:15 UTC-5 | Indianapolis Colts | 24 – 26 (0-13 17-3 0-3 7-7) referto | Philadelphia Eagles | Lincoln Financial Field (69.144 spett.) |

10ª giornata
| Landover 15 novembre 2010, ore 20:40 UTC-5 | Philadelphia Eagles | 59 – 28 (28-0 17-14 14-7 0-7) referto | Washington Redskins | FedExField (84.912 spett.) |

11ª giornata
| Filadelfia 21 novembre 2010, ore 20:30 UTC-5 | New York Giants | 17 – 27 (0-7 3-6 7-3 7-11) referto | Philadelphia Eagles | Lincoln Financial Field (69.144 spett.) |

12ª giornata
| Chicago 28 novembre 2010, ore 16:15 UTC-5 | Philadelphia Eagles | 26 – 31 (3-14 10-7 0-10 13-0) referto | Chicago Bears | Soldier Field (62.147 spett.) |

13ª giornata
| Filadelfia 2 dicembre 2010, ore 20:20 UTC-5 | Houston Texans | 24 – 34 (3-7 7-13 14-0 0-14) referto | Philadelphia Eagles | Lincoln Financial Field (69.144 spett.) |

14ª giornata
| Arlington 12 dicembre 2010, ore 20:20 UTC-5 | Philadelphia Eagles | 30 – 27 (7-7 7-3 3-10 13-7) referto | Dallas Cowboys | Cowboys Stadium (85.673 spett.) |

15ª giornata
| East Rutherford 19 dicembre 2010, ore 13:00 UTC-5 | Philadelphia Eagles | 38 – 31 (0-7 3-17 7-0 28-7) referto | New York Giants | Meadowlands Stadium (81.223 spett.) |

16ª giornata
| Filadelfia 28 dicembre 2010, ore 20:00 UTC-5 | Minnesota Vikings | 24 – 14 (0-7 7-0 10-0 7-7) referto | Philadelphia Eagles | Lincoln Financial Field (69.144 spett.) |

17ª giornata
| Filadelfia 2 gennaio 2011, ore 13:00 UTC-5 | Dallas Cowboys | 14 – 13 (0-0 7-7 0-0 7-6) referto | Philadelphia Eagles | Lincoln Financial Field (69.144 spett.) |

### Play-off
Wild Card Game
| Filadelfia 9 gennaio 2011, ore 16:30 UTC-5 | Green Bay Packers | 21 – 16 (7-0 7-3 7-7 0-6) referto | Philadelphia Eagles | Lincoln Financial Field (69.144 spett.) |

## Premi
- Michael Vick:

comeback player of the year

### Partecipanti al Pro Bowl
Al termine della stagione i seguenti giocatori degli Eagles parteciperanno al Pro Bowl 2011
- David Akers
- DeSean Jackson (riserva)
- Jason Peters
- Asante Samuel
- Michael Vick

### Eletti All-Pro 2010
Al termine della stagione i seguenti giocatori degli Eagles vennero eletti nella squadra All-Pro del 2010
prima squadra
- Asante Samuel

seconda squadra
- David Akers
- Quintin Mikell
- Jason Peters